# Kurtiformes
Kurtiformes là danh pháp khoa học của một bộ cá, bao gồm hai họ còn sinh tồn, bao gồm họ thứ nhất trong khu vực Ấn Độ Dương - Thái Bình Dương là Kurtidae chỉ có 2 loài trong chi duy nhất là Kurtus và họ thứ hai đa dạng hơn cũng như phổ biến rộng khắp hơn là Apogonidae (họ Cá sơn). Bộ này là một phần của nhánh Percomorphaceae và được một số tác giả coi là có quan hệ chị-em với bộ Gobiiformes.

## Mối quan hệ và đặc trưng xác định
Mối quan hệ họ hàng gần giữa Kurtidae và Apogonidae được suy ra từ sự tương đồng các thành phần hợp thành trong các cung mang  phần lưng của chúng và ở chỗ trong cả hai nhóm thì trứng đều có các sợi trên lỗ noãn, cho phép các quả trứng tạo thành một khối. Khối trứng này được ấp trong miệng ở các loài Apogonidae và được mang trên cái móc trên trán (chẩm) ở ít nhất là một loài trong họ Kurtidae. Chúng cũng có các hàng nhú giác quan nằm ngang và nằm dọc trên đầu và trên thân, thường được sắp xếp theo mô hình tương tự như một cái lưới, giống như các mô hình nhú giác quan có thể thấy ở một số loài trong bộ Gobiiformes.
Hai họ tạo thành bộ Kurtiformes được phục hồi như là các nhóm chị-em trong một số phân tích phát sinh chủng loài phân tử, nhưng một số phân tích khác lại cho rằng chúng là các chị em kế tiếp nhau đối với Gobiiformes.

## Các họ
Hai họ còn loài sinh tồn được phân loại trong bộ Kurtiformes là:
- Kurtidae (Bleeker, 1859) - họ cá đầu móc.
- Apogonidae Günther, 1859 - họ cá sơn.